# 北一食品
北一食品株式会社（きたいちしょくひん）は、北海道北見市に本社を置く外食チェーン店の運営企業。

## 概要
前田康仁（現：代表取締役）が、大学卒業後の1982年（昭和58年）に北見市で創業した「こがねちゃん弁当」が前身であり、翌年に有限会社北一食品を設立した。
社名の由来は、「北海道で一位になる」という前田の思いから。

## 沿革
- 1982年（昭和58年）8月：北見市で「こがねちゃん弁当」道東地区事業本部を開設、業務食材卸を始める。
- 1983年（昭和59年）7月：有限会社北一食品を設立。
- 1987年（昭和63年）10月：北一食品株式会社に組織変更。
- 1993年（平成05年）7月：本社を北見市桜町から現住所（同市常盤町）へ移転。

## 事業所・店舗

### 事業所
- 本社：北海道北見市常盤町4丁目1番地12
- 札幌本部：北海道札幌市東区伏古9条3丁目2-20

### 店舗
詳細情報は公式サイト「北一食品グループ」を参照。各ブランドの店舗数は、2024年（令和6年）2月時点の数。
回転寿しトリトン・海鮮寿しトリトン
- 北海道（北見市、札幌市、旭川市、江別市、紋別郡遠軽町）に14店舗、東京都に3店舗の計17店舗を展開。
- 「海鮮寿しトリトン」（手稲店、アトレ品川店）は、回転するベルトコンベアを設置していない新業態[1]。

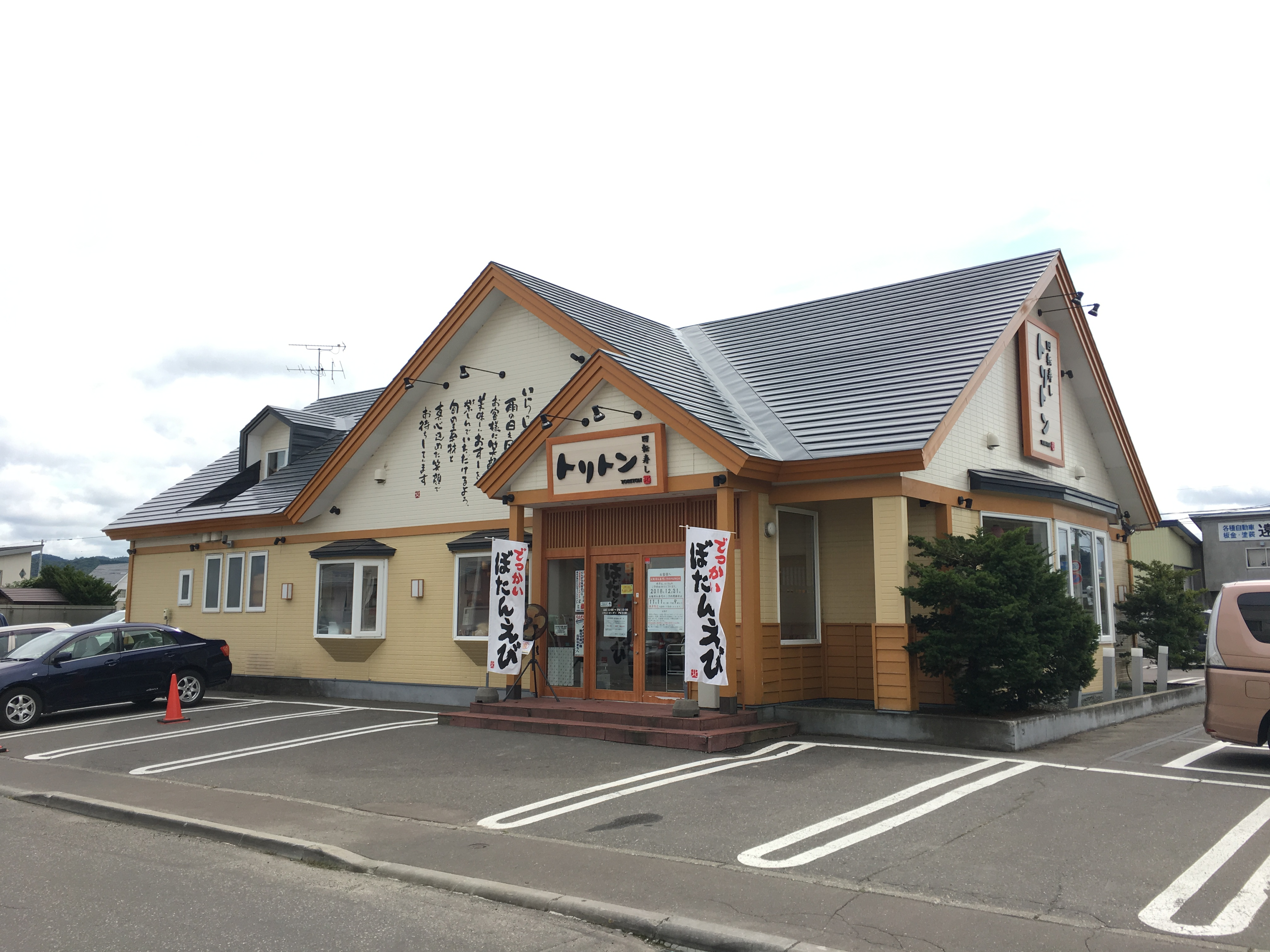
回転寿しトリトン遠軽店 （紋別郡遠軽町）
海鮮寿しトリトン手稲店 （札幌市手稲区）

かつ徳
- 北見市、札幌市に計4店舗を展開。
- とんかつ料理専門のレストラン。

- かつ徳北見店（北見市）

ごはん家うお福
- 札幌市に1店舗を展開。
- 主に魚料理を提供するレストラン。

遊食厨房いっこん家
- 北見市に1店舗を展開。
- ファミリー向け居酒屋。

べんとう家ごはんごはん

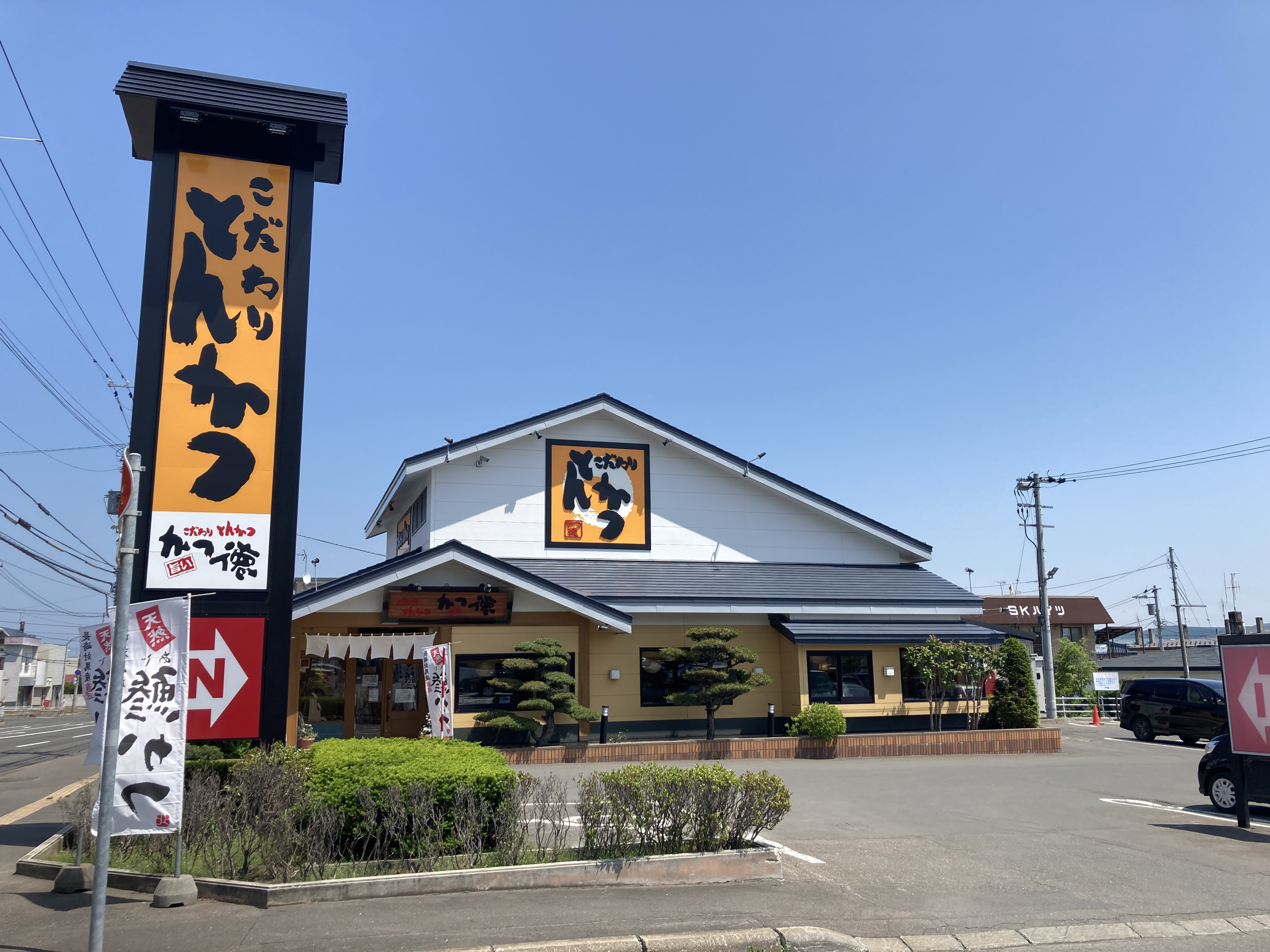
かつ徳北見店（北見市）

- 北見市、札幌市に計3店舗を展開。札幌市内の店舗はフランチャイズ店舗。
- 持ち帰り弁当のチェーン店。